# Ruud Cremers
Ruud Cremers (Gulpen, 3 januari 1992) is een Nederlands wielrenner die anno 2016 rijdt voor Team Novo Nordisk. Net als de rest van die ploeg leidt hij aan diabetes mellitus.

## Carrière
Toen Cremers veertien jaar was werd hij gediagnosticeerd met suikerziekte. In 2014 tekende hij een profcontract bij Team Novo Nordisk. Zijn debuut voor de ploeg maakte hij in de Trofeo Palma, die wedstrijd beëindigde hij op plek 179. In 2015 nam hij onder meer deel aan de Ronde van Dubai, die hij afsloot op plek 119.

## Ploegen
- 2014 –  Team Novo Nordisk
- 2015 –  Team Novo Nordisk
- 2016 –  Team Novo Nordisk

Ambrose · Cherhal · Clancy · Cremers · De Mesmaeker · Dilley · Glasspool · Henttala · de Keijzer · Lefrançois · Lozano · Mejías · Peron · Planet · Raeymaekers · Strobel · Verschoor · Williams · Kamstra (stagiair)
Ambrose · Benhamouda · Cherhal · Clancy · Cremers · De Mesmaeker · Dilley · Glasspool · Henttala · Kamstra · de Keijzer · Lefrançois · Lozano · Mejías · Peron · Planet · Verschoor · Williams · van IJzendoorn (stagiair) · Valognes (stagiair)